# 烏加拉河國家公園
5°48′37.3″S 31°54′6.5″E / 5.810361°S 31.901806°E
烏加拉河國家公園是坦桑尼亞的國家公園，位於該國西北部塔波拉區，面積3,865平方公里，始建於2019年，有大象、水牛、獅子、豹、長頸鹿、斑馬等野生動物棲息。